# Plataforma de 10 metros
A plataforma de 10 metros é uma prova olímpica de saltos ornamentais, disputada por ambos os sexos, individualmente ou por equipas (saltos sincronizados).
Nesta prova, o salto é efectuado a partir de uma plataforma localizada a 10 metros de altura, com 3 metros de largura e 6 metros de comprimento.. A superfície da plataforma deve ser rígida e fixa e revestida por um material antiderrapante. A frente da plataforma projecta-se a pelo menos 1,50 metros do bordo da piscina. A profundidade da água na zona do salto tem que ser de pelo menos quatro metros.
De acordo com as regras da FINA , todas as competições oficiais são compostas por uma ronda de eliminatórias, meias-finais e finais. São apurados para a meia-final as 18 melhores pontuações da ronda qualificaória; os finalistas serão os 12 melhores classificados da meia-final. As pontuações de uma fase da competição não transitam para a seguinte.
O atleta por dar início ao seu salto de três formas diferentes: corrida preparatória, posição estática invertida ou posição estática em pé. Após este momento, é efectuado o salto, de acordo com uma coreografia pré-treinada e que pode ser livre ou de acordo com pre-requisitos obrigatórios. Os saltos são pontuados numa escala de 0 a 10, por sete juízes.

## História
A plataforma de 10 metros faz parte do programa olímpico desde os Jogos de St Louis em 1904. O primeiro campeão olímpico foi George Sheldon dos Estados Unidos. Os EUA são o país com maior número de medalhas olímpicas nesta competição, dominado quase todos os eventos olímpicos. A excepção foi o italiano Klaus Dibiasi que ganhou três medalhas de ouro consecutivas, entre os Jogos de 1968 e os Jogos de Montreal em 1976. Nos últmos anos, a República Popular da China tem-se afirmado nesta competição, quer nos eventos masculinos, como nos eventos femininos.
O evento feminino foi introduzido nos Jogos de Estocolmo em 1912. A medalha de ouro foi para a sueca Greta Johansson. Tal como na prova de senhoras, os Estados Unidos dominaram as edições olímpicas até aos anos oitenta, quando as mergulhadoras chinesas, em particular Fu Mingxia, começaram a arrecadar a maioria das medalhas.
Os saltos sincronizados da plataforma de 10 metros foram introduzidos no programa olímpico nos Jogos de Sydney em 2000.

## Alguns saltadores famosos
- Greg Louganis (USA)
- Fu Mingxia (CHN)
- Alexandre Despatie (CAN)
- Klaus Dibiasi (ITA)
- Rommel Pacheco (MEX)